# Pewsum
Pewsum ist ein Ortsteil der Gemeinde Krummhörn (Landkreis Aurich) im westlichen Ostfriesland. Pewsum ist sowohl der Verwaltungssitz als auch der zentrale Handels- und Handwerksplatz der Gemeinde. Die Einwohnerzahl beträgt 3228 (Stand: 31. Dezember 2012) und der Ort liegt auf einer Höhe von 2 m ü. NHN.

## Geschichte
Pewsum wurde erstmals 945 urkundlich als Burg der Häuptlingsfamilie Manninga erwähnt. Seit 1565 war Pewsum im Besitz der Cirksena. In Pewsum weilten bekannte Persönlichkeiten wie etwa der schwedische Marschall Dodo zu Innhausen und Knyphausen, General Peter Ernst II. von Mansfeld oder der Große Kurfürst.
Im 18. Jahrhundert war die Burg verfallen und wurde teilweise auf Abbruch verkauft. Die noch erhaltenen Gebäude wurden inzwischen restauriert und in das Ostfriesische Freilichtmuseum einbezogen.
Jahrhundertelang waren die natürlichen Tiefs und die Entwässerungskanäle, die die Krummhörn in einem dichten Netz durchziehen, der wichtigste Verkehrsträger. Über Gräben und Kanäle waren nicht nur die Dörfer, sondern auch viele Hofstellen mit der Stadt Emden und dem Hafenort Greetsiel verbunden. Besonders der Bootsverkehr mit Emden war von Bedeutung. Dorfschiffer übernahmen die Versorgung der Orte mit Gütern aus der Stadt und lieferten in der Gegenrichtung landwirtschaftliche Produkte: „Vom Sielhafenort transportierten kleinere Schiffe, sog. Loogschiffe, die umgeschlagene Fracht ins Binnenland und versorgten die Marschdörfer (loog = Dorf). Bis ins 20. Jahrhundert belebten die Loogschiffe aus der Krummhörn die Kanäle der Stadt Emden.“ Pewsum war über das Pewsumer Tief und das Larrelter Tief mit der Seehafenstadt Emden verbunden und ist es noch heute, wenngleich das Knockster Tief, das in der zweiten Hälfte des 19. Jahrhunderts ausgebaut wurde, seit jener Zeit eine Verbindung zwischen den beiden erstgenannten darstellt.
Torf, der zumeist in den ostfriesischen Fehnen gewonnen wurde, spielte über Jahrhunderte eine wichtige Rolle als Heizmaterial für die Bewohner der Krummhörn. Die Torfschiffe brachten das Material auf dem ostfriesischen Kanalnetz bis in die Dörfer der Krummhörn, darunter auch nach Pewsum. Auf ihrer Rückfahrt in die Fehnsiedlungen nahmen die Torfschiffer oftmals Kleiboden aus der Marsch sowie den Dung des Viehs mit, mit dem sie zu Hause ihre abgetorften Flächen düngten.
Im April 1919 kam es zu sogenannten „Speckumzügen“ Emder Arbeiter, an die sich Landarbeiterunruhen anschlossen. Zusammen mit dem Rheiderland war der Landkreis Emden der am stärksten von diesen Unruhen betroffene Teil Ostfrieslands. Arbeiter brachen in geschlossenen Zügen in die umliegenden Dörfer auf und stahlen Nahrungsmittel bei Bauern, wobei es zu Zusammenstößen kam. Als Reaktion darauf bildeten sich in fast allen Ortschaften in der Emder Umgebung Einwohnerwehren. Die Lage beruhigte sich erst nach der Entsendung von in der Region stationierten Truppen der Reichswehr. Die gemeinsame Einwohnerwehr Pewsums, Woquards und Groothusens war die nach Kopfzahl stärkste im Landkreis Emden und umfasste 140 Personen. Diese verfügten über 40 Waffen. Aufgelöst wurden die Einwohnerwehren erst nach einem entsprechenden Erlass des preußischen Innenministers Carl Severing am 10. April 1920.
Am 1. Juli 1972 wurde der Ort Pewsum in die neue Gemeinde Krummhörn eingegliedert, zu deren Verwaltungssitz er bestimmt wurde.

### Wappen
| Wappen der früheren Gemeinde Pewsum | Blasonierung: „In Blau ein rotbewehrter und rotbezungter goldener (gelber) Löwe, begleitet oben rechts von einer goldenen (gelben) Lilie, oben links und unten beiderseits von je einem sechsstrahligen goldenen (gelben) Stern.“ |
| Wappen der früheren Gemeinde Pewsum | Wappenbegründung: Das von Otto Korn entworfene Wappen wurde 1951 vom niedersächsischen Innenministerium genehmigt. Der Löwe entstammt dem Wappen der ostfriesischen Häuptlingsfamilie Maninga, die seit Anfang des 15. Jahrhunderts ihren Sitz in Pewsum hatten. 1565 gingen Burg und Herrlichkeit an die Familie Cirksena über. Die Sterne waren Teil ihres Wappen neben dem Jungfrauenadler; das älteste bekannte Wappen zeigte oben rechts noch eine goldene Lilie. |

## Religion
Pewsum ist eine der lutherischen Inseln in der von der Evangelisch-reformierten Kirche dominierten Krummhörn. Ihr Gotteshaus ist die aus dem 14. Jahrhundert stammende Nicolai-Kirche, die bei einer Grundsanierung im Jahr 1862 mit einer neuen Ziegelfassade versehen wurde.
Aus den 1950er Jahren datierte die katholische Kapelle St. Hedwig. Die nach der heiligen Hedwig von Andechs benannte Kapelle wurde auf einem Privatgrundstück von Flüchtlingen aus den ehemaligen deutschen Ostgebieten errichtet und am 1. Februar 1959 geweiht. 2023 erfolgte ihre Profanierung. Die Kapellengemeinde wird von der katholischen Pfarrei Christ König in Emden betreut.
Die Brüdergemeinde Pewsum hat ihr Domizil im ehemaligen Kindergarten, den sie zu einem Gemeindezentrum umgebaut hat. Ursprünglich hatte sie ihren Sitz in Krummhörn-Hamswehrum. Die Krummhörner Baptisten haben ihre Gemeinde in Jennelt, treffen sich jedoch in Pewsum als Hauskreis.

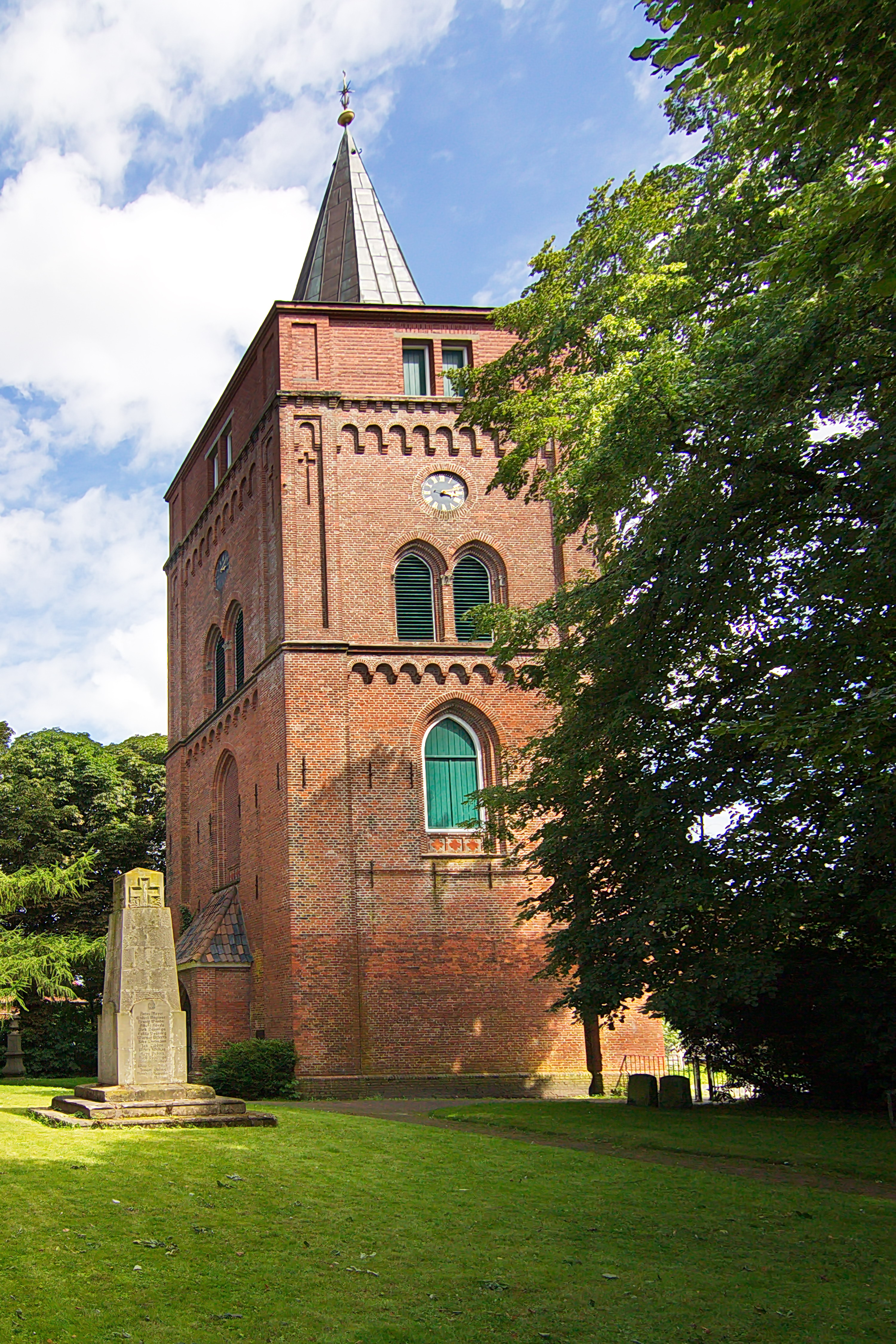
Glockenturm der Nicolai-Kirche
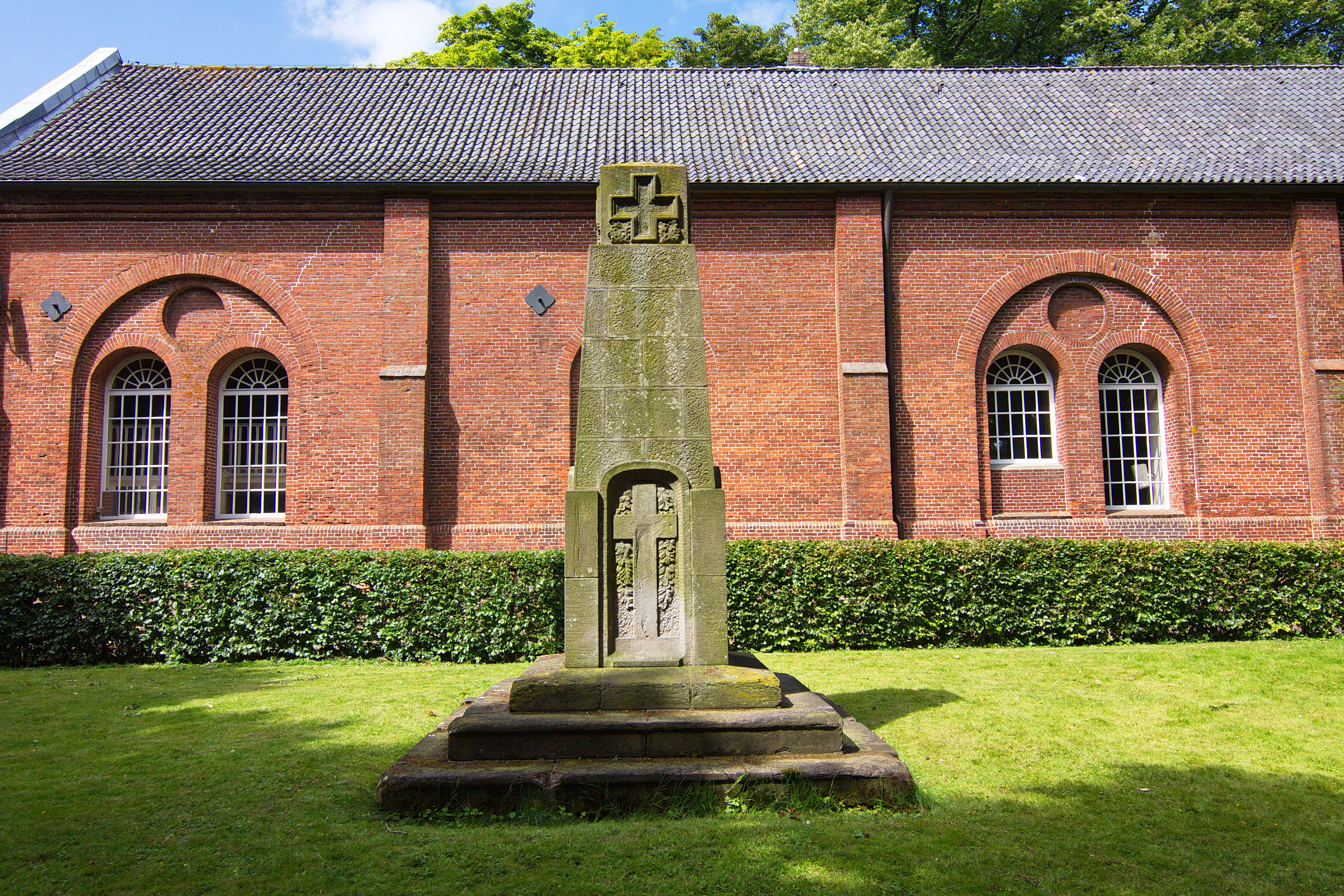
Kriegerdenkmal vor der Nicolai-Kirche
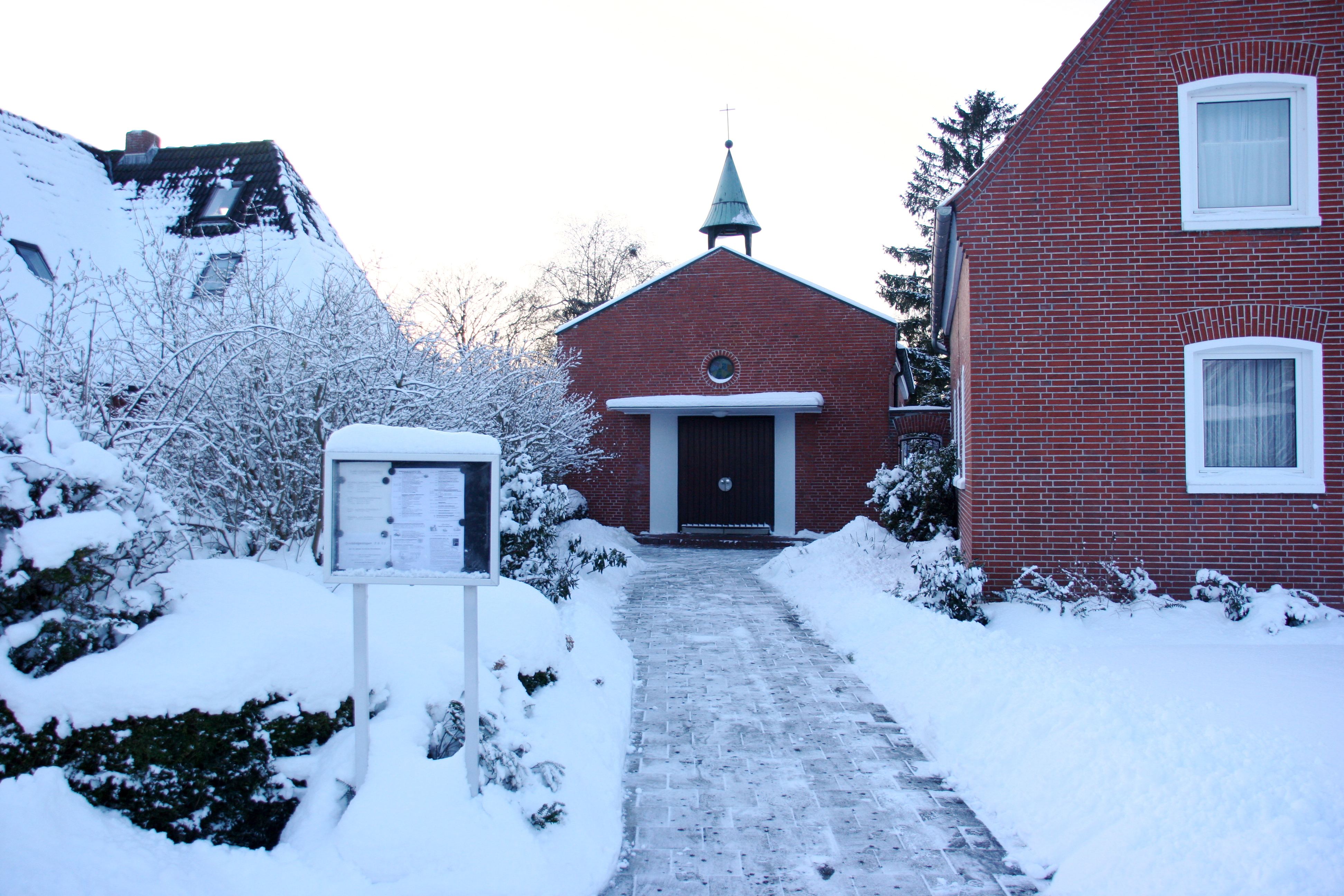
Katholische Kapelle St. Hedwig

## Kultur und Sehenswürdigkeiten

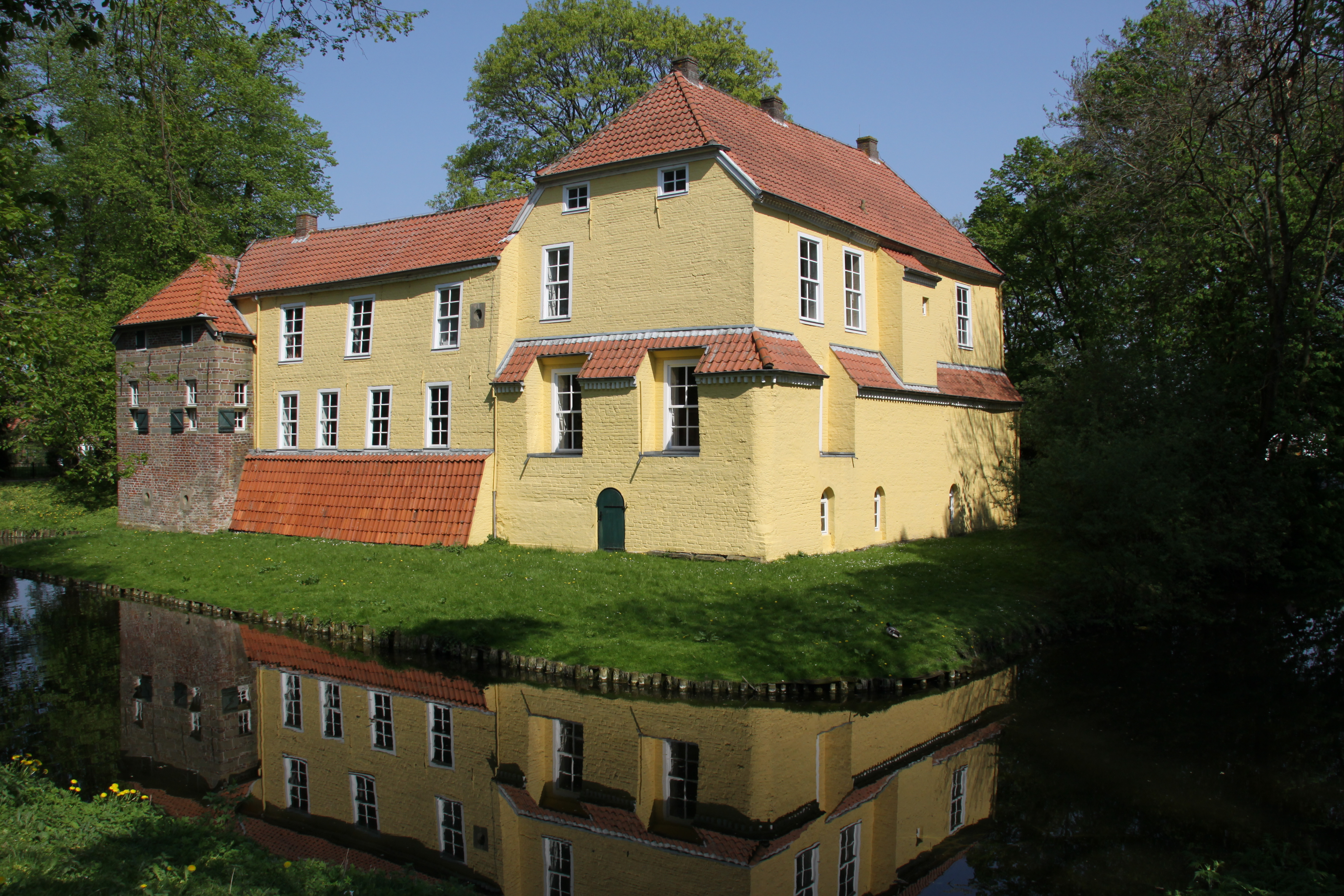
Manningaburg

### Bauwerke
Die Manningaburg wurde 1458 erbaut und gilt als das Wahrzeichen von Pewsum. In dem Bauwerk befindet sich das Burgmuseum Pewsum.
In einem dreistöckigen Galerieholländer befindet sich ein Mühlenmuseum.

### Sport
Der TuS Pewsum ist der größte Sportverein am Ort. Das Fußball-Herrenteam spielte bis zum Ende der Saison 2008/2009 in der Oberliga Niedersachsen West (fünfte Liga), anschließend in der sechstklassigen Landesliga Weser-Ems.

## Wirtschaft und Infrastruktur

### Unternehmen
Im Zentrum der Gemeinde Krummhörn finden sich alle wesentlichen Angebote der Wirtschaft zur Versorgung der Region. So bieten neben Apotheke, Ärzten, Anwälten, Architekten, Handwerkern und verschiedensten Gewerbebetrieben auch Tankstellen und einige bekannte Großmärkte ihre Leistungen an.

### Öffentliche Einrichtungen

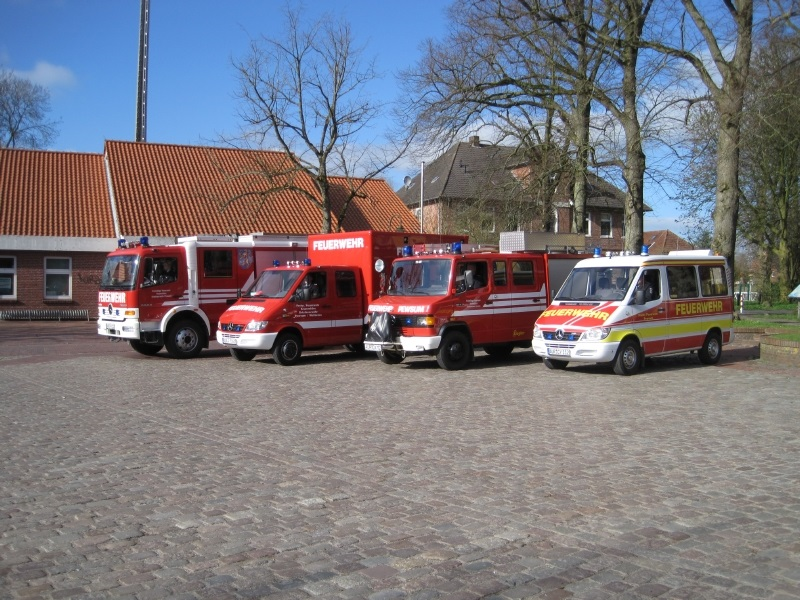
Fuhrpark der Freiwilligen Feuerwehr

In Pewsum besteht eine von sechs Freiwilligen Feuerwehren der Gemeinde Krummhörn. Die Freiwillige Feuerwehr Pewsum wurde offiziell am 6. Dezember 1883 gegründet. Im ersten Gründungsjahr gehörten ihr 28 Mitgliedern an. Im Jahr 2006 wurden einige der Freiwilligen Feuerwehren der Gemeinde zusammengelegt. Die Feuerwehr Pewsum schloss sich mit der Feuerwehr Woltzeten zusammen. Gemeinsam bildeten sie die Freiwillige Feuerwehr Pewsum – Woltzeten, die für den Brandschutz und die allgemeine Hilfe sorgt. Die Mitgliederzahl stieg in den Jahren auf über 50 Mitglieder.
Im Jahr 2013 sind beide Feuerwehren an einen gemeinsamen Standort im Pewsumer Gewerbegebiet gezogen. Das neue Feuerwehrhaus hierfür wurde als Mietobjekt gebaut. 
Am 1. Januar 2022 wurde die Freiwillige Feuerwehr Pewsum-Woltzeten mit der Freiwilligen Feuerwehr Canum-Freepsum zusammengelegt. Dieses geschah im Zuge eines Brandschutzbedarfsplans der Gemeinde Krummhörn. Beide Feuerwehren bilden seither die Freiwillige Feuerwehr Krummhörn-Mitte. 
Der Fuhrpark umfasst heute ein Tanklöschfahrzeug (TLF 3000), ein Hilfeleistungslöschgruppenfahrzeug (HLF 20), ein Gerätewagen-Logistik (GW-L1), Einsatzleitwagen 1 (ELW 1), Tragkraftspritzenfahrzeug (TSF) und ein Mannschaftstransportfahrzeug (MTF)
Im Durchschnitt fährt die Freiwillige Feuerwehr Krummhörn-Mitte zu über 30 Einsätzen im Jahr im Gemeindegebiet von Krummhörn. Sie führt eine Jugendfeuerwehr, die eine von insgesamt sechs Jugendfeuerwehren in Krummhörn ist.

### Verkehr
Früher verband die Kreisbahn Emden–Pewsum–Greetsiel Pewsum und Greetsiel mit Emden. Der Betrieb der Meterspurbahn wurde 1963 eingestellt und in den Folgejahren wurden die Gleisanlagen entfernt. Auf Teilabschnitten wurde ein Rad- und Wanderweg angelegt. 
Pewsum wird über die Landesstraßen 2 und 3 erschlossen. Diese verbinden Pewsum und weitere Orte der Gemeinde Krummhörn mit Emden und damit der A 31.

## Persönlichkeiten
- Pewsum war seit etwa 1400 Sitz der Häuptlingsfamilie Manninga. Als letzter männlicher Nachkomme dieses Geschlechts residierte auf der Manningaburg Hoyko Manninga, der die Burg 1565 an Graf Edzard II. von Ostfriesland und seine Gemahlin Katharina von Schweden verkaufte.
- Hermine Heusler-Edenhuizen (1872–1955) wurde in Pewsum geboren. Sie war die erste offiziell anerkannte und niedergelassene Frauenärztin Deutschlands.
- Bernhard Grotzeck (1915–2008), deutscher Maler, verstarb in Pewsum.
- Jan Badewien (1947–2021), deutscher Theologe, geboren in Pewsum.